# Bienosaurus lufengensis
Bienosaurus lufengensis Dong, 2001 è un dinosauro erbivoro appartenente ai tireofori. Visse nel Giurassico inferiore (Hettangiano/Pliensbachiano, circa 195 milioni di anni fa) e i suoi resti sono stati ritrovati in Cina.

## Descrizione
Questo dinosauro è conosciuto grazie a un fossile di una mandibola quasi completa e di frammenti di cranio.  Il teschio completo doveva essere lungo circa 7 centimetri, e ciò fa supporre che l'animale non doveva superare il metro di lunghezza. La mandibola era spessa e dotata di una fila di denti fortemente incurvata; erano presenti alcuni scudi ossei fusi con le ossa frontali e sopraorbitali. In generale, l'aspetto di questo animale doveva essere quello di un piccolo erbivoro bipede o semibipede, dal corpo ricoperto da placche ossee (osteodermi). 

## Classificazione
I denti di Bienosaurus sono simili sia a quelli degli anchilosauri (o dinosauri corazzati) sia a quelli degli stegosauri (o dinosauri a piastre). È probabile che questo dinosauro fosse più primitivo di entrambi i gruppi, e che le sue parentele vadano ricercate in forme del Giurassico inferiore come Scelidosaurus, Emausaurus e Scutellosaurus. Alcuni studiosi attribuiscono Bienosaurus agli anchilosauri; ciò renderebbe questo animale il più antico anchilosauro noto. 

## Significato del nome
Il nome Bienosaurus deriva dal geologo e paleontologo cinese Mei Nien Bien, che scoprì i resti tra il 1938 e il 1939; l'epiteto specifico si riferisce al bacino di Lufeng, dove sono stati ritrovati i fossili. Bienosaurus è stato descritto ufficialmente solo nel 2001, ma qualche tempo prima alcune notizie apparse sui media indicarono che il nome ufficiale dell'animale sarebbe stato Bienosaurus crichtonii, in onore dello scrittore di Jurassic Park Michael Crichton. Successivamente, l'autore Dong decise di cambiare il nome specifico.